# Parc national de Wango
Le parc national de Wango est un parc national situé dans le cercle de Bafoulabé, région de Kayes au Mali. 
Créé en 2002, il couvre une superficie de 53 599 hectares.